# H. C. Ballard & Son
H. C. Ballard & Son war ein US-amerikanischer Hersteller von Automobilen.

## Unternehmensgeschichte
A. W. Ballard hatte bereits ab 1894 einzelne Automobile hergestellt. Im Februar 1901 gründete er das Unternehmen in Oshkosh in Wisconsin. Die Produktion von Automobilen wurde fortgesetzt. Der Markenname lautete Ballard. 1902 endete die Produktion.

## Fahrzeuge
Das erste Fahrzeug von 1894 hatte einen Zweizylindermotor, der oberhalb der Hinterachse montiert war und über Ketten die Hinterräder antrieb. Gelenkt wurde mit einem Lenkrad. Die offene Karosserie bot Platz für zwei Personen.
Das zweite Fahrzeug entstand 1895. Es hatte einen Lenkhebel. Ballard präsentierte dieses Fahrzeug auf einer Ausstellung. Außerdem wurde es bei einem Rennen gegen Pferd mit Reiter eingesetzt, und siegte.
Ein Doktor namens Sauerherring orderte daraufhin ein viersitziges Fahrzeug mit Beleuchtung.
Die Fahrzeuge nach Unternehmensgründung ähnelten dem Einzelstück für Sauerherring. Die Karosseriebauform Dos-à-dos bot Platz für vier Personen. Der Motor war weiterhin im Heck montiert und trieb über Ketten die Hinterräder an. Die Höchstgeschwindigkeit war mit 22 km/h angegeben.